# Константинос Дограс
Константинос Дограс или Догрис (на гръцки: Κωνσταντίνος Ντόγρας, Ντόγρης) е гръцки андартски капитан, деец на Гръцката въоръжена пропаганда в Западна Македония.

## Биография
Константинос Дограс е роден в костурското гръцко село Богатско, тогава в Османската империя, днес в Гърция. Учи в родното си село при Атанасиос Ятру от Полигирос. При започването на гръцката пропаганда формира собствена чета, с която действа в Пополето и Вич. Един от близките сътрудници на Павлос Мелас.